# Де Оливейра Соуза, Эвертон Фелипе
Эвертон Фелипе де Оливейра Соуза (порт. Everton Felipe de Oliveira Silva, более известный, как Эвертон Фелипе порт. Everton Felipe; родился 28 июля 1997 года Бразилия) — бразильский футболист, вингер клуба «Атлетико Гоияниенсе».

## Биография
Эвертон — воспитанник клуба «Спорт Ресифи». 19 января 2014 года в поединке Кубка Нордесте против «Ботафого» он дебютировал за основной состав. 22 мая 2016 года в матче против «Ботафого» Фелипе дебютировал в бразильской Серии A. В поединке против «Санта-Крус» из Ресифи Эвертон забил свой первый гол за «Спорт Ресифи». Летом 2017 года заинтересованность в игроке проявил московский «Спартак».
В августе 2018 года Эвертон Фелипе перешёл в «Сан-Паулу». В 2019 году на правах аренды выступал за «Атлетико Паранаэнсе». В январе 2020 года был отдан в аренду в «Крузейро».

## Титулы и достижения
- Чемпион штата Пернамбуку (2): 2014, 2017
- Обладатель Кубка Нордесте (1): 2014